# Ruth Connell
Ruth Connell, född 20 april 1979 i Falkirk, är en brittisk skådespelare.
Connell har bland annat medverkat i TV-serierna Supernatural och Dead Boy Detectives.

## Filmografi (i urval)
- 2014–2019 – Supernatural (TV-serie)
- 2024 – Dead Boy Detectives (TV-serie)